# Arado Ar 232
Арадо Ar 232 „Стоножка“ (на немски: Arado Ar 232 „Tausendfüßler“) е немски военно-транспортен самолет на фирмата Arado от времето на Втората световна война.
Първият полет е извършен през юни 1941 г. Общо са произведени 22 самолета Ar 232 под формата на варианти „А“ (двумоторен самолет) и „В“ (четиримоторен)

## Конструкция
Ar 232 е един от първите военно-транспортни самолети, създадени за тази цел и проектирани от нулата. Апаратът е горноплощник (високоплан), с два или четири бутални двигатели и с двукилово оперение.
Приложено е интересно техническо решение: масивната товарна рампа в опашката на самолета се е отваряла посредством хидравлична система и е повдигала апарата в хоризонтално „полетно положение“, облекчавайки товаро-разтоварните дейности (за първи път се прилага в Ju 90).

## Бойно приложение
През есента на 1942 година два Ar 232 са включени в операциите по снабдяването на германските войски при Сталинград и летят по това назначение до капитулацията на армията на Паулус. Ar 232 е бил използван и за превоз на товари в Норвегия.
През 1944 г. Ar 232 е използван за стоварване на диверсанти в съветския тил, вкл. и при последния опит за ликвидиране на Сталин, предприет от германските специални служби.
Два Ar 232 стават британски трофеи.

## Модификации
- Ar 232 V1 & V2
- Ar 232 V3 & V4
- Ar 232A
- Ar 232B
- Ar 232C
- Ar 432
- Ar 532
- Ar 632

## Тактико-технически характеристики
Показаните по-долу характеристики отговарят на модификацията Ar 232B:

### Технически характеристики
- Екипаж: 4
- Дължина: 23,52 m
- Размах на крилата: 33,50 m
- Височина: 5,69 m
- Площ на крилата: 142,6 m²
- Тегло празен: 12 780 kg
- Максимално тегло при излитане: 21 150 kg
- Двигатели: 4× BMW Bramo 323 R-2 Fafnir 9-цилиндрови, радиални
- Мощност: 4× 1200 к. с. (895 кВт)

### Летателни характеристики
- Максимална скорост: 308 км/ч на височина 4000 m
- Крайцерска скорост: 290 км/ч на височина от 2000 m
- Практически обхват: 1062 km
- Практически таван: 6900 m

### Въоръжение
- Картечно-оръдейно:
  - 1× картечница MG 131 в носовата част
  - 1× автоматично оръдие MG 151/20, монтирано в горната фюзелажна кула EDL 151
  - 1 – 2× картечници MG 131 в опашната част
  - 8× картечници MG 34 на страничните прозорци (използвани десантчиците).